# نيك ليون
نيك ليون (بالإنجليزية: Nick Lyon)‏ هو كاتب سيناريو ومخرج أمريكي، ولد في 25 أبريل 1970 في بورتلاند في الولايات المتحدة.

## وصلات خارجية
- الموقع الرسمي
- نيك ليون على موقع IMDb (الإنجليزية)
- نيك ليون على موقع ألو سيني (الفرنسية)
- نيك ليون على موقع أول موفي (الإنجليزية)
- نيك ليون على موقع قاعدة بيانات الأفلام السويدية (السويدية)
- نيك ليون على موقع قاعدة بيانات الفيلم (الإنجليزية)
- نيك ليون على موقع كينوبويسك (الروسية)